# Clinterocera bicolor
Clinterocera bicolor är en skalbaggsart som beskrevs av Anton Franz Nonfried 1893. Clinterocera bicolor ingår i släktet Clinterocera och familjen Cetoniidae. Inga underarter finns listade i Catalogue of Life.